# 尚成王
尚成（琉球語：／  ?；1800年12月4日—1803年2月7日）是琉球國第二尚氏王朝第十六代國王，1803年在位。他是尚溫王之子，童名思德金。
他2歲即位，1年後死去，由其叔父尚灝繼位。
1808年（清嘉慶十三年），嘉慶帝派遣修撰齊鯤、給事中費錫章為正副冊封使，冊封尚成的叔父尚灝為王，同時追封尚成為琉球中山王。
| 尚成王        |                                 |               |
| 前任： 尚溫王 | 第十六代第二尚氏王朝國王 1803年 | 繼任： 尚灝王 |
| 前任： 尚溫王 | 第二十六代琉球國中山王 1803年   | 繼任： 尚灝王 |